# Etika strojů
Etika strojů (nebo také mravnost strojů, anglicky Machine ethics) je součást etiky umělé inteligence, která zkoumá morální chování zástupců uměle vytvořené morálky (například robotů a jiných strojů s umělou inteligencí), v kontrastu s roboetikou, která se zabývá morálním chováním lidí, kteří navrhují, konstruují, používají a zacházejí s tímto druhem techniky.

## Historie
V roce 2009 Oxford University Press vydalo knihu Moral Machines: Teaching Robots Right from Wrong (Morální stroje: Učení robotů rozeznávat dobré od špatného), která je považována za „první knihu, která zkoumá výzvy v sestrojování mravně uvědomělé umělé inteligence, vytvořením hluboké sondy do podstaty lidského rozhodování a etiky“. Cituje cca 450 zdrojů, ze kterých přibližně 100 pokládá zásadní otázky na téma etiky strojů. Některé byly sepsány před 21. stoletím. V roce 2011 Cambridge University Press vydala kolekci esejí o etice strojů. Editována byla Michaelem a Susan Leigh Andersonovými, kteří rovněž editovali speciální vydání IEEE Inteligent Systems (IEEE Inteligentní systémy) na téma etika strojů v roce 2006. Články o etice strojů se objevují na pravidelné bázi v časopise Ethics and Information Technology (Etika a informační technologie).

## Hlavní otázky
Je tento výzkum aktuální a potřebný?
V roce 2009 se akademici a techničtí experti zúčastnili konference, kde diskutovali o potenciálních důsledcích toho, že by se roboti a počítače staly samostatnými, se schopností rozhodovat se. Diskutovali také o možnosti a dosahu toho, že by některé počítače a roboti získali určitou úroveň samostatnosti a do jaké úrovně by tuto samostatnost mohly používat, aby nevytvářeli hrozbu pro lidstvo. Zmiňovali také, že některé stroje získaly různé formy jakési poloviční samostatnosti, včetně schopnosti najít zdroj energie a schopnosti vybrat cíl útoku. Rovněž se zmiňovali o počítačových virech, které jsou schopny vyhýbat se zničení a získaly jakousi „švábí inteligenci“. Samostatnost a sebeuvědomění strojů, jak jsou zobrazovány ve sci-fi, je nepravděpodobná, nicméně existují jiná potenciální nebezpečí.
Někteří experti a akademici vznesli otázku o využívání robotů pro bojové nasazení, zejména když je robotům dán určitý stupeň samostatnosti. Námořnictvo Spojených států dotovalo studii, která tvrdí, že čím komplexnější jsou armádní roboti, tím více by měl být zkoumán možný dopad jejich vlastních rozhodnutí. Prezident Association for the Advancement of Artificial Intelligence nechal vytvořit studii, která tuto problematiku zkoumá. Poukazují na programy jako je například Language Acquisition Device, která dokáže emulovat lidskou interakci.
Které specifické učící algoritmy by měly být použity?
Nick Bostrom a Eliezer Yudkowsky preferují rozhodovací stromy (jako je například algoritmus ID3 generující tyto rozhodovací stromy) před uměle vytvořenými neuronovými sítěmi (matematický model inspirovaný biologickou nervovou sítí) a genetickými algoritmy, na základě toho, že rozhodovací stromy se řídí moderními sociálními normami transparentnosti a předvídatelnosti. Na druhé straně Chris Santos-Lang argumentuje v opačném směru a to z důvodu, že normy jakékoliv doby musí mít možnost se měnit, a že přirozená neschopnost plně uspokojit tyto konkrétní normy byla zásadní pro lidstvo, aby se stalo méně zranitelné, než právě stroje, vůči „hackerům“.
Jak by měly být stroje s umělou inteligencí a morálkou být trénovány (odměňovány, učeny, trestány)?
V roce 2009, během experimentu v laboratoři inteligentních systémů v École polytechnique fédérale v Lausanne ve Švýcarsku, došlo k tomu, že roboti, kteří byli naprogramováni ke vzájemné kooperaci při hledání prospěšného zdroje a vyhýbání se neprospěšného, se postupně naučili lhát jeden druhému, aby nahromadili data z prospěšného zdroje sami pro sebe. Jeden z problémů v tomto případě může být, že cíle robotů byly „konečné“ (např. v kontrastu s lidským motivem nekončícího učení).
Jaké důsledky (pokud nějaké existují) budou mít odpovědi na výše uvedené otázky pro lidskou etiku?
V knize Moral Machines: Teaching Robots Right from Wrong Wendell Wallach a Colin Allen došli k závěru, že pokusy naučit roboty rozeznávat dobré od špatného pravděpodobně posunou chápání lidské etiky, jelikož budou motivovat lidstvo řešit nedostatky v moderních normativních teoriích a vytvoří platformu pro experimentální výzkum.

## Etika strojů ve fikci
Isaac Asimov problém etiky strojů řeší v souboru povídek sebraných v knize Já, robot. Na popud svého editora Johna W. Campbella navrhl Asimov tři zákony robotiky, které měly ovládat systémy s umělou inteligencí:
1. robot nesmí ublížit člověku nebo svou nečinností dopustit, aby bylo člověku ublíženo,
2. robot musí uposlechnout příkazů člověka, kromě případů, kdy jsou tyto příkazy v rozporu s prvním zákonem,
3. robot musí chránit sám sebe před poškozením, kromě případů, kdy je tato ochrana v rozporu s prvním, nebo druhým zákonem.

Většina jeho práce byla zaměřena na testování hranic těchto tří zákonů, aby se ukázalo, jestli se zhroutí nebo jestli budou příčinou paradoxního nebo nepředvídatelného chování. Jeho práce naznačuje, že ani souhrn jakýchkoliv stálých zákonů nemůže spolehlivě předejít všem možným situacím.